# Рошталье, Жан де ла
Жан де ла Рошталье (фр. Jean de La Rochetaillée, ок. 1365 — 24 мая 1437 года) — французский кардинал XV века. Занимал ряд важных постов в церковной иерархии — титулярный Латинский патриарх Константинополя (1412—1423), апостольский администратор Парижа (1422—1423), архиепископ Руана (1423—1431), архиепископ Безансона (1429—1437).

## Биография
Родился в местечке Рошталье-сюр-Сон (fr:Rochetaillée-sur-Saône) неподалёку от Лиона в бедной семье, точная дата рождения неизвестна. Настоящее его имя было Жан де Фонт (фр. Jean de Fonte), фамилию Рошталье он взял себе в честь родного селения.
В 1392 году служил одним из клириков в Лионском соборе, затем был каноником в Париже и Руане. В 1407 году был каноником в Амьене, был направлен капитулом на Пизанский собор.
13 июля 1412 года Рошталье был назначен антипапой Иоанном XXIII титулярным латинским патриархом Константинополя. Обладал полномочиями папского легата в Лионском архиепископстве. В 1413 году решал в Лионе спор двух церквей о местонахождении гробницы св. Иринея Лионского.
В 1418 году стал апостольским администратором Женевы. 12 июня 1422 года был назначен апостольским администратором Парижа, но уже 26 июня 1423 года был переведён на кафедру Руана. Выполнять свои функции ему пришлось в условиях английской власти — и Париж и Руан в описываемый период Столетней войны были заняты англичанами.
Приобрёл славу выдающегося юриста, имел большое влияние во время понтификата папы Мартина V. На консистории 24 мая 1426 года Мартин V возвёл его в кардиналы с титулом Сан-Лоренцо-ин-Лучина. 14 октября 1429 года Рошталье получил пост архиепископа Безансона, который занимал вплоть до смерти.
Участвовал в конклаве 1431 года, который избрал папу Евгения IV и в работе Базельского собора. В 1434 году стал вице-канцлером Римской курии, после чего переехал в Рим. Скончался 24 мая 1437 года в Болонье, после смерти его тело было перевезено в Лион и захоронено в Лионском соборе.